# Monuments històrics de l'antiga Nara
Monuments històrics de l'antiga Nara és el nom designat per la UNESCO com a lloc del Patrimoni Mundial, que abasta vuit indrets de l'antiga capital de Nara, a la prefectura de Nara, al Japó. Cinc són temples budistes, un és un santuari xintoista, un és un palau i un, un bosc primari. S'inclouen 26 edificis designats pel Govern japonès com a tresors nacionals, així com 53 designats com a Béns culturals importants. Tots ells han estat reconeguts també com a «Llocs històrics». El palau de Nara va ser designada com a Lloc Històric Especial i la selva verge Kasugayama com a Monument Natural Especial. Tōdai-ji, Kōfuku-ji i el bosc primari Kasugayama que es solapa amb el parc de Nara, foren qualificats com a Llocs de bellesa escènica pel Ministeri d'Educació, Cultura, Esports, Ciència i Tecnologia (MEXT). La UNESCO va llistar la zona com a Patrimoni Mundial l'any 1998.

## Llista de llocs
| Nom                                                       | Tipus                        | Lloc                                                                                         | Imatge |
| --------------------------------------------------------- | ---------------------------- | -------------------------------------------------------------------------------------------- | ------ |
| Tōdai-ji (東大寺, Tōdai-ji, Gran Temple Oriental)         | Temple budista Kegon         | Zōshichō, Suimonchō, etc. 34° 41′ 21″ N, 135° 50′ 23″ E / 34.68917°N,135.83972°E             |        |
| Kōfuku-ji (興福寺, Kōfuku-ji)                             | Temple Hossō budista         | Noboriōjichō, Takabatakechō 34° 41′ N, 135° 50′ E / 34.683°N,135.833°E                       |        |
| Kasuga Shrine (春日大社, Kasuga-taisha)                   | Temple Shinto                | Kasuganochō 34° 40′ 53″ N, 135° 50′ 54″ E / 34.68139°N,135.84833°E                           |        |
| Gangō-ji (元興寺)                                         | Temple Shingon-Ritsu budista | ChūPolzadaō, Nakanochinyachō, etc. 34° 40′ 41″ N, 135° 49′ 52″ E / 34.67806°N,135.83111°E    |        |
| Yakushi-ji (薬師寺)                                       | Temple Hossō budista         | Nishinokyōchō 34° 40′ 6.08″ N, 135° 47′ 3.52″ E / 34.6683556°N,135.7843111°E                 |        |
| Tōshōdai-ji (唐招提寺)                                    | Temple Ritsu budista         | Gojōchō, Amagatsujiminamichō 34° 40′ 32.11″ N, 135° 47′ 5.40″ E / 34.6755861°N,135.7848333°E |        |
| Lloc del Palau de Nara － Palau Heijō (平城宮, Heijō-kyū) | Palau Imperial               | Sakichō, Hokkejichō, etc. 34° 41′ 28″ N, 135° 47′ 44″ E / 34.69111°N,135.79556°E             |        |
| Bosc Kasugayama (春日山原始林, Kasugayamagenshirin)       | Bosc primari                 | Kasuganochō, Zōshichō, etc. 34° 40′ 59.75″ N, 135° 51′ 39.33″ E / 34.6832639°N,135.8609250°E |        |